# 한영휘
한영휘(韓英輝, 1904년 ~ ?)는 일제강점기에 간도협조회 소속 공작원이었다. 천지삼과 김명수라는 가명도 사용했다.

## 생애
1904년 출생이라는 것 외에는 신상에 대해 알려진 바가 적다. 1929년에 중국 지린성의 왕칭 현에서 고려공산청년회에 가입하여 공산주의 운동가로 활동했다.
그러나 1934년 일본 제국에 투항하였고, 일본군 헌병대의 특무조직인 간도협조회 본부 소속 공작원이 되었다. 한영휘는 간도협조회가 선전공작과 전향자 관리를 위해 운영하던 노동소개소의 왕칭 현 출장소 주임도 겸임했다. 구체적인 활동 기록으로는 항일 세력의 투항을 유도하기 위해 순회 선전강연을 진행하고 선동 전단을 살포한 일이 있다.
1936년에는 간도협조회 본부의 돈화특별공작대 대원이 되었다. 한영휘가 맡은 직책은 제2분반 반장과 제2특별공작대 제1반원 등이다. 역시 항일 부대에 대한 투항 공작에 종사했으며, 1936년 7월 7일에 일본 군관의 지휘를 받아 만주군과 함께 항일연군을 습격하고 부대원 25명을 살해한 일에도 가담했다.
1937년 간도협조회가 해산된 뒤 조선으로 귀국하였다. 조선생명보험주식회사의 출장원으로 취업한 이후 행적을 알 수 없다.
광복 후에도 간도협조회의 활동 내역이 오랫동안 드러나지 않아 한영휘의 행적도 묻혀 있었으나, 2007년 대한민국 친일반민족행위진상규명위원회가 관련 기록을 발굴하여 친일반민족행위 195인 명단에 포함시켰다. 2008년 발표된 민족문제연구소의 친일인명사전 수록자 명단에도 들어 있다.

## 같이 보기
- 고려공산청년회
- 간도협조회

## 참고자료
- 친일반민족행위진상규명위원회 (2007년 12월). 〈한영휘〉 (PDF). 《2007년도 조사보고서 II - 친일반민족행위결정이유서》. 서울. 2305~2312쪽. 발간등록번호 11-1560010-0000002-10.[깨진 링크(과거 내용 찾기)]
- 손춘일 (2002년 3월). “간도 조선인 친일 단체 『間島協助會』에 관한 연구”. 《한국문화 속의 외국문화, 외국문화 속의 한국문화》 (한국정신문화연구원): 148~156.[깨진 링크(과거 내용 찾기)]